# Lenguas zenati orientales
Las lenguas zenati orientales son un grupo de lenguas zenati que se hablan en Túnez y Libia. El doctor Martin Kossmann considera que las lenguas zenati orientales son parecidas a las lenguas bereberes orientales, pero bastante diferentes del idioma nafusi.
Según Kossmann, las lenguas bereberes tunecinas, consisten en las variedades habladas en el territorio de Túnez: El idioma bereber de Sened (ya extinto), el idioma bereber de Matmata, el idioma bereber de Tataouine, hablado en los pueblos de Chenini, Douiret y anteriormente en Guermessa, el idioma bereber de Yerba y la lengua bereber de Zuara, hablada en Libia, pero no el idioma nafusi, hablado en el Yebel Nefusa, que se considera una lengua bereber oriental.
Antes de Kossmann, el profesor Roger Blench, consideraba a las lenguas zenati orientales como un grupo de lenguas que constaba de la lengua bereber de Sened, ya extinta, la lengua bereber de la isla de Yerba, el idioma bereber de Matmata (hablado en Tamezret, Taoujout y Zraoua) y la lengua nafusi, hablada en Libia.